# Maciej Sieńczyk
Maciej Sieńczyk (ur. 1972 w Lublinie) – polski rysownik, ilustrator i twórca komiksów. 

## Życiorys
Urodził się w 1972 w Lublinie. Absolwent Akademii Sztuk Pięknych w Warszawie. Głównie zajmuje się rysunkiem. Jest autorem wielu okładek do książek; sam też pisze i ilustruje swoje autorskie komiksy, w których stworzył swój charakterystyczny i łatwo rozpoznawalny styl zarówno liternictwa, doboru kolorystyki, jak i rysowanych przez siebie postaci. Od początku swojej twórczości związany z miesięcznikiem „Lampa“, gdzie drukował swoje pierwsze komiksy na początku magazynu i wydawnictwem Lampa i Iskra Boża.  
Również współpracuje z Galerią Raster oraz miesięcznikiem „Exklusiv“. Jego ilustracje znaleźć można w takich tytułach jak „Newsweek“, „Przekrój“, „Gazecie Wyborczej“ i „Wysokich Obcasach“, a także w internetowym „Dwutygodniku“. Zilustrował m.in. trzy książki Doroty Masłowskiej, Filtry Adama Wiedemanna i wznowienie Lubiewa Michała Witkowskiego. 
W 2013 jako pierwszy w historii twórca komiksu został nominowany do Nagrody Literackiej Nike i znalazł się w finale za album Przygody na Bezludnej Wyspie.
W 2005 wydał własną książkę Hydriola, w 2009 Wrzątkun, w 2012 Przygody na bezludnej wyspie, a w 2016 Wśród przyjaciół.
Mieszka i pracuje w Warszawie. 
W 2024 uhonorowany Nagrodą Literacką m.st. Warszawy.

## Twórczość
- Dorota Masłowska, ilustracje Maciej Sieńczyk, Wojna polsko-ruska pod flagą biało-czerwoną – powieść, Warszawa: Wydawnictwo Lampa i Iskra Boża, 2002, 2003, ISBN 83-86735-79-1
- Dorota Masłowska, ilustracje Maciej Sieńczyk, Paw królowej – powieść, Warszawa: Wydawnictwo Lampa i Iskra Boża, 2005, ISBN 83-89603-20-9
- Dorota Masłowska, ilustracje Maciej Sieńczyk, Dwoje biednych Rumunów mówiących po polsku – dramat opublikowany w antologii nowego dramatu polskiego TR/PL, wydanej przez TR Warszawa, 2006
- Maciej Sieńczyk, Hydriola, Warszawa: Lampa i Iskra Boża, 2005, ISBN 83-89603-28-4
- Adam Wiedemann, ilustracje Maciej Sieńczyk, Filtry, Warszawa, Wydawnictwo: Staromiejski Dom Kultury, 2008, ISBN 83-89492-35-8
- Maciej Sieńczyk, Wrzątkun, Warszawa: Lampa i Iskra Boża, 2009, ISBN 978-83-89603-62-3
- Michał Witkowski, ilustracje Maciej Sieńczyk,  Lubiewo, Kraków: Wydawnictwo Korporacja Ha!art, 2009, ISBN 978-83-61407-17-1
- Maciej Sieńczyk, Przygody na bezludnej wyspie, Warszawa: Lampa i Iskra Boża, 2012, ISBN 978-83-89603-96-8
- Maciej Sieńczyk, Wśród przyjaciół, Wołowiec: Wydawnictwo Czarne, Narodowy Instytut Audiowizualny, seria dwutygodnik.com, 2016, ISBN 978-83-80-49-410-7
- Juri W, ilustracje Maciej Sieńczyk, Zemsta Jeżozwierza, Warszawa: Lampa i Iskra Boża, 2019, ISBN 978-83-65-112-10-1
- Maciej Sieńczyk, Spotkanie po latach, Kraków: Wydawnictwo Literackie, 2023,  ISBN 978-83-08-08047-4